# Annet-Antoine Couloumy
Le baron Annet-Antoine Couloumy, né le 26 août 1770 à Saint-Pantaléon-de-Larche, mort le 29 octobre 1813, des suites de ses blessures reçues à la bataille de Leipzig, est un général de brigade du Premier Empire.

## Biographie
Annet-Antoine Couloumy est le fils de Jean-Baptiste Couloumy, notaire royal et ducal à Saint-Pantaléon, et de  Marguerite Treilhard (sœur de Jean-Baptiste Treilhard).
Soldat le 2 avril 1788, dans le régiment de Bourbonnais-infanterie (13e régiment de l'arme en 1791), caporal le 4 mai 1790, il passe fourrier le 20 juillet 1791.
De 1792 à l'an II, il sert à l'armée du Rhin, se trouve à l'affaire d'Ober-Flörsheim le 30 mars 1793, et est nommé sergent le 15 ventôse an II. Sous-lieutenant le 30 brumaire an III dans le 1er bataillon de volontaires de la Sarthe (97e demi-brigade d'infanterie la même année, et 73e demi-brigade de ligne le 1er ventôse an IV), il est attaché à l'armée de Sambre-et-Meuse pendant les ans III et IV, et promu lieutenant le 13 pluviôse de cette dernière année.
Incorporé avec son grade le 4 germinal suivant dans les grenadiers près la Représentation nationale, il est nommé capitaine le 21 brumaire an V. Envoyé en Italie le 25 brumaire an VII, avec le grade de chef de bataillon dans la 82e demi-brigade de ligne, il y fait la campagne de cette année, et appartient à l'armée de l'Ouest de l'an VIII à l'an X.
Attaché le 3 prairial an XI à la 10e demi-brigade de ligne, il retourne en Italie, y reçoit la croix de la Légion d'honneur le 25 prairial an XII, et fait les campagnes de Naples en 1806, 1807 et 1808.
Major dans le 95e régiment de ligne en 1808, il sert sur les côtes d'Anvers en 1809, part pour l'Espagne en 1810, y est créé baron de l'Empire le 30 juin, et colonel-major du régiment des gardes nationaux de la Garde impériale (7e régiment de voltigeurs).
Le 31 janvier 1813, il obtient la croix d'officier de la Légion d'honneur, celle de commandant le 30 août, et le même jour le grade de général de brigade.
Passé dans la Garde impériale le 14 septembre suivant en qualité d'adjudant-général, il se fait honorablement remarquer à Leipzig. Couvert de blessures, la cuisse emportée le 16 octobre, et fait prisonnier de guerre le 19, il meurt à l'hôpital de cette ville le 29 octobre 1813.

## État de service
- Enrôlé au régiment de Bourbonnais le 2 avril 1788 ;
- Caporal le 4 mai 1790 ;
- Fourrier le 20 juillet 1791 ;
- Sergent le 15 ventôse an II ;
- Nommé sous-lieutenant au 44e régiment d'infanterie le 20 juin 1793, il ne peut prendre possession de son grade, la lettre de nomination n'étant jamais parvenue ;
- Sous-lieutenant le 30 brumaire an III (20 novembre 1794) dans le 1er bataillon de la Sarthe (97e demi-brigade d'infanterie la même année, et 73e demi-brigade de ligne le 1er ventôse an IV) ;
- Lieutenant le 13 pluviôse an IV (2 février 1796) ;
- Lieutenant à la suite des grenadiers-gendarmes près la près la Représentation nationale le 4 germinal suivant (20 mars 1796)) ;
- Mise à pied (26 avril 1796) ;
- Capitaine le 21 brumaire an V (11 novembre 1796) ;
- Chef de bataillon 25 brumaire an VII (15 novembre 1798) ;
- Aide de camp du général Schérer le 9 février 1799) ;
- Adjoint à l'adjudant-général Laborie en février 1799 ;
- Major du 95e de ligne le 6 septembre 1806 ;
- Colonel-major le 20 août 1810) du régiment des gardes nationaux de la Garde impériale (7e régiment de voltigeurs) ;
- Général de brigade le 30 août 1813),
- Adjudant-général de la Garde impériale le 14 septembre 1813.
- Prisonnier de guerre à Leipzig le 19 octobre 1813.

## Campagnes
- Campagnes de 1792 à 1796 :
  - Affaire d'Ober-Flörsheim (30 mars 1793) ;

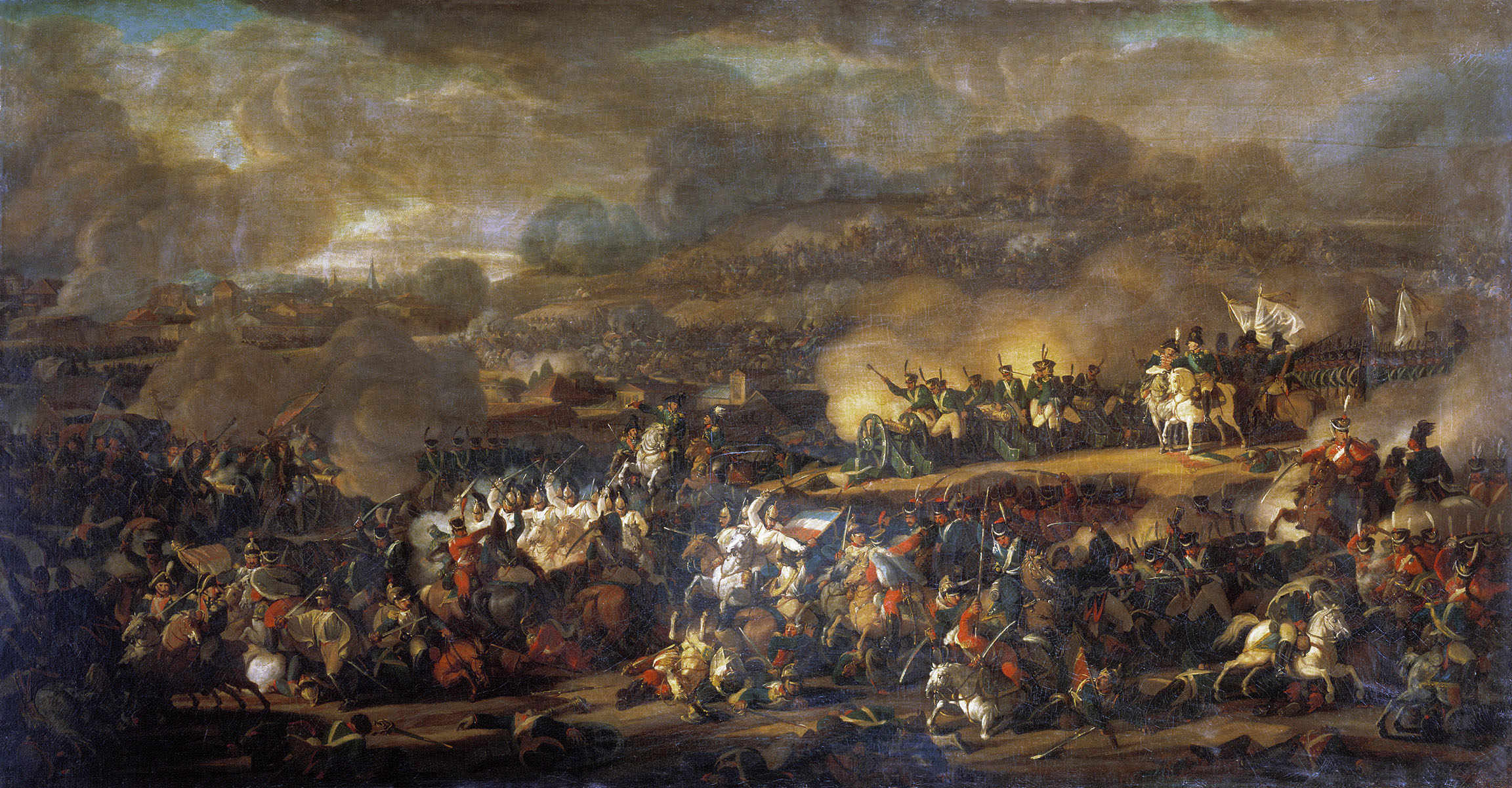
La bataille de Leipzig, Vladimir Ivanovich Moshkov, 1815.

- Armées du Rhin et de Rhin-et-Moselle (1799) ;
- Armée d'Italie (1800 et 1801) ;
- Armée de l'Ouest (1805) ;
- Armée d'Italie (1806, 1807 et 1808) ;
- Armée de Naples (1809) ;
- Côtes d'Anvers (1810, 1811 et 1812) ;
- Campagne d'Espagne (1813) ;
- Campagne de Saxe (1813) :
  - Bataille de Leipzig.

## Blessures
- Cuisse emportée à la bataille de Leipzig le 16 octobre 1813. Meurt de ses blessures le 29 octobre 1813.

## Titres
- Baron de l'Empire (lettres patentes du 5 décembre 1811),

## Pensions, rentes, etc.
- Dotations :
  - 4 500 francs de rente annuelle sur l'octroi du Rhin (décret du 30 juin 1811) ;
  - 4 000 francs sur l'Illyrie (décret du 1er janvier 1812).

## Décorations
- Légion d'honneur :
  - Légionnaire le 25 prairial an XII (14 juin 1804), puis,
  - Officier le 31 janvier 1813, puis,
  - Commandant de la Légion d'honneur le 30 août 1813.

## Hommage, honneurs, mentions...
- Son buste (1906) par Eugène-Jean Boverie se dresse sur la place qui porte son nom, devant l'église de Saint-Pantaléon-de-Larche.

## Vie familiale
Fils de Jean-Baptiste Couloumy, notaire, et de Marguerite Treilhard (sœur de Jean-Baptiste Treilhard), ses parents se sont mariés le 22 janvier 1760 et la bénédiction nuptiale leur a été donnée par l'oncle de la mariée, le Révérend Père Treilhard, dominicain, en la chapelle Saint-Michel de la collégiale Saint-Martin de Brive.
Annet Antoine épousa, le 19 février 1800, Marie-Anne Tresse.

## Armoiries
| Figure | Blasonnement |
| ------ | --- |
|        | Armes du baron Couloumy et de l'Empire « Écartelé : aux I et IV, d'azur, au lion contourné d'argent ; au II, des Barons Militaires de l'Empire ; au III, d'or, à un pal d'azur, chargé de deux étoiles d'or., Toque et lambrequins de Baron de l'Empire, croix de Commandant de la Légion d'honneur. Devise : Grenadier et Gendarme. » |